# Katarína Studeníková
Katarína Studeníková (née le 2 septembre 1972 à Bratislava) est une joueuse de tennis tchécoslovaque puis slovaque, professionnelle de janvier 1992 à 1999.
À deux reprises, elle a joué le 4e tour en simple dans une épreuve du Grand Chelem : à l'US Open en 1995 (battue par Jana Novotná) et à Wimbledon en 1996 (battue par Meredith McGrath, non sans avoir sorti Monica Seles au 2e tour).
Pendant sa carrière, elle n'a gagné aucun titre WTA, s'imposant néanmoins neuf fois (dont sept en simple) sur le circuit ITF.

## Palmarès

### Titre en simple dames
Aucun

### Finale en simple dames
Aucune

### Titre en double dames
Aucun

### Finale en double dames
| No | Date       | Nom et lieu du tournoi        | Catégorie | Dotation  | Surface      | Vainqueures                  | Partenaire    | Score    |          |
| -- | ---------- | ----------------------------- | --------- | --------- | ------------ | ---------------------------- | ------------- | -------- | -------- |
| 1  | 10-07-1995 | Torneo Internazionale Palerme | Tier IV   | 107 500 $ | Terre (ext.) | Radka Bobková Petra Langrová | Petra Schwarz | 6-4, 6-1 | Parcours |

## Parcours en Grand Chelem

### En simple dames
| Année | Open d'Australie | Open d'Australie | Internationaux de France | Internationaux de France | Wimbledon       | Wimbledon        | US Open         | US Open         |
| ----- | ---------------- | ---------------- | ------------------------ | ------------------------ | --------------- | ---------------- | --------------- | --------------- |
| 1993  | -                | -                | 1er tour (1/64)          | K. Kroupová              | 1er tour (1/64) | Laura Golarsa    | -               | -               |
| 1994  | 1er tour (1/64)  | Emanuela Zardo   | 1er tour (1/64)          | Steffi Graf              | 1er tour (1/64) | Zina Garrison    | 2e tour (1/32)  | Mary Pierce     |
| 1995  | 1er tour (1/64)  | Nicole Bradtke   | 1er tour (1/64)          | Patricia Hy              | 1er tour (1/64) | Arantxa Sánchez  | 4e tour (1/8)   | Jana Novotná    |
| 1996  | 2e tour (1/32)   | Monica Seles     | 1er tour (1/64)          | Barbara Rittner          | 4e tour (1/8)   | Meredith McGrath | 1er tour (1/64) | Barbara Rittner |
| 1997  | 1er tour (1/64)  | Flora Perfetti   | 2e tour (1/32)           | Patty Schnyder           | 1er tour (1/64) | Nicole Pratt     | 1er tour (1/64) | Elena Wagner    |
| 1998  | 1er tour (1/64)  | Anna Kournikova  | 2e tour (1/32)           | Anna Kournikova          | 1er tour (1/64) | Alexandra Fusai  | 1er tour (1/64) | M. Grzybowska   |
| 1999  | 1er tour (1/64)  | Natasha Zvereva  | 1er tour (1/64)          | E. Likhovtseva           | 2e tour (1/32)  | Jelena Dokić     | -               | -               |

À droite du résultat, l’ultime adversaire.

### En double dames
| Année | Open d'Australie             | Open d'Australie          | Internationaux de France     | Internationaux de France | Wimbledon                   | Wimbledon                   | US Open                     | US Open                    |
| ----- | ---------------------------- | ------------------------- | ---------------------------- | ------------------------ | --------------------------- | --------------------------- | --------------------------- | -------------------------- |
| 1995  | 1er tour (1/32) K. Kroupová  | Siobhan Drake Jane Taylor | 1er tour (1/32) K. Kroupová  | C. Martínez P. Tarabini  | -                           | -                           | 2e tour (1/16) Petra Ritter | Elna Reinach Irina Spîrlea |
| 1996  | 2e tour (1/16) Petra Ritter  | K. Boogert N. Bradtke     | 1er tour (1/32) Petra Ritter | M. Hingis Helena Suková  | 1er tour (1/32) Maja Murić  | Hetherington Kathy Rinaldi  | 1er tour (1/32) H. Nagyová  | M. Hingis Helena Suková    |
| 1997  | 1er tour (1/32) Åsa Svensson | Amy Frazier Kimberly Po   | -                            | -                        | 1er tour (1/32) Patricia Hy | Kirstin Freye S. Noorlander | 1er tour (1/32) A. Olsza    | V. Ruano Paola Suárez      |

Sous le résultat, la partenaire ; à droite, l’ultime équipe adverse.

### En double mixte
N'a jamais participé à un tableau final.

## Parcours aux Jeux olympiques

### En simple dames
| # | Date       | Nom de l'olympiade       | Surface    | Résultat        | Ultime adversaire | Score    |          |
| - | ---------- | ------------------------ | ---------- | --------------- | ----------------- | -------- | -------- |
| 1 | 23/07/1996 | Summer Olympics, Atlanta | Dur (ext.) | 1er tour (1/32) | Ai Sugiyama       | 6-2, 6-3 | Parcours |

## Parcours en Coupe de la Fédération
| #                                                                       | Date       | Lieu       | Surface         | Gagnante(s)                           | Perdante(s)                           | Score         |          |
|                                                                         |            |            |                 |                                       |                                       |               |          |
| 1994 - 1er tour (groupe mondial) - Finlande - Slovaquie - 1 : 2         |            |            |                 |                                       |                                       |               |          |
| 1                                                                       | 18/07/1994 | Francfort  | Terre (ext.)    | Nanne Dahlman Petra Thoren            | Janette Husárová Katarína Studeníková | 7-64, 7-62    | Parcours |
|                                                                         |            |            |                 |                                       |                                       |               |          |
| 1996 - 1/4 de finale (groupe mondial II) - Bulgarie - Slovaquie - 0 : 5 |            |            |                 |                                       |                                       |               |          |
| 2                                                                       | 27/04/1996 | Plovdiv    | Terre (ext.)    | Katarína Studeníková                  | Svetlana Krivencheva                  | 7-5, 6-4      | Parcours |
| 2                                                                       | 27/04/1996 | Plovdiv    | Terre (ext.)    | Katarína Studeníková                  | Lioubomira Batcheva                   | 6-3, 6-4      | Parcours |
|                                                                         |            |            |                 |                                       |                                       |               |          |
| 1997 - 1/4 de finale (groupe mondial II) - Slovaquie - Suisse - 2 : 3   |            |            |                 |                                       |                                       |               |          |
| 3                                                                       | 01/03/1997 | Košice     | Moquette (int.) | Martina Hingis                        | Katarína Studeníková                  | 6-1, 6-3      | Parcours |
|                                                                         |            |            |                 |                                       |                                       |               |          |
| 1997 - Barrage (groupe mondial II) - Slovaquie - Canada - 5 : 0         |            |            |                 |                                       |                                       |               |          |
| 4                                                                       | 12/07/1997 | Bratislava | Terre (ext.)    | Karina Habšudová Katarína Studeníková | Sonya Jeyaseelan Rene Simpson         | 4-6, 2-0, ab. | Parcours |
|                                                                         |            |            |                 |                                       |                                       |               |          |
| 1998 - Barrage (groupe mondial I) - Slovaquie - Belgique - 4 : 1        |            |            |                 |                                       |                                       |               |          |
| 5                                                                       | 25/07/1998 | Bratislava | Terre (ext.)    | Els Callens Dominique Monami          | Janette Husárová Katarína Studeníková | 7-5, 6-1      | Parcours |

## Classements WTA

### Classements en simple en fin de saison
| Année | 1990 | 1991 | 1992 | 1993 | 1994 | 1995 | 1996 | 1997 | 1998 | 1999 |
| Rang  | 632  | 312  | 145  | 76   | 121  | 72   | 31   | 72   | 104  | 213  |

Source : (en) « Classements de Katarína Studeníková », sur le site officiel du WTA Tour

### Classements en double en fin de saison
| Année | 1990 | 1991 | 1992 | 1993 | 1994 | 1995 | 1996 | 1997 | 1998 |
| Rang  | 441  | 253  | 259  | 188  | 143  | 69   | 139  | 157  | 294  |

Source : (en) « Classements de Katarína Studeníková », sur le site officiel du WTA Tour